# Діабатна реакція
Діаба́тна реа́кція (рос. диабатическая реакция, англ. diabatic reaction) — у квантовій хімії — в рамках наближення Борна — Оппенгеймера, хімічна реакція, що починається на одному збудженому стані поверхні потенціальної енергії і закінчується в результаті безвипромінювального переходу на іншій поверхні, звичайно поверхні основного стану. Ще називається неадіабатна фотореакція.